# Кубок России по регби 2016
Кубок России по регби 2016 — регбийный турнир, который проводился по системе с выбыванием, начиная с 1/32 финала. На каждой стадии розыгрыша Кубка команды провели по одному матчу.

В розыгрыше Кубка впервые в истории приняли участие не только профессиональные, но и любительские регбийные клубы из разных регионов России.
Любительские клубы начали борьбу с первого раунда, 1/32 финала, профессиональные с 1/8 финала. Финал прошёл 11 августа 2016 года на стадионе Труд в Краснодаре.  В финале встретились красноярский Енисей-СТМ и краснодарская Кубань.  Обладателем Кубка в 5-й раз стал Енисей-СТМ, победивший в финале со счетом 42:10.
На пути к финалу «Енисей-СТМ» в 1/8 финала обыграл юношескую сборную Москвы "Юность Москвы - Слава" со счетом 34:6, в 1/4 финала Металлург (Новокузнецк) 25:3, а в 1/2 финала земляков из Красноярска Красный Яр 14:3.

Кубань впервые в своей истории вышла в финал Кубка России. В 1/8 финала Кубань обыграла клуб Булава из Таганрога 87-27, в четвертьфинале московскую Славу со счетом 38:23, в полуфинале ВВА-Подмосковье 38:26.

Енисей-СТМ в пятый раз в своей истории завоевал Кубок России.

## Матчи

### Полуфиналы
| 2016-07-12 | Енисей-СТМ | 14-13 | Красный Яр | Авангард, Красноярск Зрителей: 3000 Судья: Вадим Пиховкин |
| 2016-07-12 | Отчет      |       |            | Авангард, Красноярск Зрителей: 3000 Судья: Вадим Пиховкин |

| 2016-07-16 | ВВА-Подмосковье | 26-38 | Кубань | Монино, Монино |
| 2016-07-16 | Отчет           |       |        | Монино, Монино |

### Финал
| 2016-08-11 | Кубань                                                 | 10-42 | Енисей-СТМ                                                                                     | Труд, Краснодар Судья: Артур Каптюх |
| 2016-08-11 | Попытки: Губин Реализации: Сугробов Штрафные: Сугробов | Отчет | Попытки: Зыков Рудой Поливалов Симпликевич Баранов Реализации: Гайсин (4) Штрафные: Гайсин (3) | Труд, Краснодар Судья: Артур Каптюх |